# Unité urbaine de Capesterre-Belle-Eau
L'unité urbaine de Capesterre-Belle-Eau est une agglomération française centrée sur la commune de Capesterre-Belle-Eau, en Guadeloupe.

## Données générales
Dans le zonage réalisé par l'Insee en 1999, l'unité urbaine était composée d'une seule commune.
Dans le zonage réalisé en 2010, l'unité urbaine était composée de deux communes, la commune de Goyave ayant été ajoutée au périmètre.
Dans le nouveau zonage réalisé en 2020, elle est composée des deux mêmes communes.
En 2022, avec 25 522 habitants, elle représente la 3e unité urbaine de la Guadeloupe.
En 2021, sa densité de population s'élève à 155 hab/km2. Par sa superficie, elle représente 10 % du territoire départemental et, par sa population, elle regroupe 6,6 % de la population de la Guadeloupe.

## Composition selon la délimitation de 2020
Elle est composée des deux communes suivantes :
| Nom                                 | Code Insee | Département | Statut       | Superficie (km2) | Population (dernière pop. légale) | Densité (hab./km2) | Modifier                                    |
| ----------------------------------- | ---------- | ----------- | ------------ | ---------------- | --------------------------------- | ------------------ | ------------------------------------------- |
| Capesterre-Belle-Eau (ville-centre) | 97107      | Guadeloupe  | ville-centre | 103,30           | 17 882 (2022)                     | 173                | modifier les données · modifier les données |
| Goyave                              | 97114      | Guadeloupe  | banlieue     | 59,91            | 7 640 (2022)                      | 128                | modifier les données · modifier les données |

## Évolution démographique
| 1968   | 1975   | 1982   | 1990   | 1999   | 2010   | 2015   | 2021   |
| ------ | ------ | ------ | ------ | ------ | ------ | ------ | ------ |
| 21 032 | 20 731 | 20 391 | 22 664 | 24 628 | 27 386 | 26 549 | 25 369 |

#### Données générales
- Unité urbaine
- Aire d'attraction d'une ville
- Liste des unités urbaines de France

#### Données démographiques en rapport avec l'unité urbaine de Capesterre-Belle-Eau
- Aire d'attraction des Abymes
- Arrondissement de Basse-Terre

#### Données démographiques en rapport avec la Guadeloupe
- Démographie de la Guadeloupe